# (164914) 1999 XV37
(164914) 1999 XV37 là một tiểu hành tinh vành đai chính. Nó được phát hiện bởi Atsushi Sugie ở Dynic Astronomical Observatory Nhật Bản, ngày 7 tháng 12 năm 1999.